# The Year the Sun Died
The Year the Sun Died es el tercer álbum de estudio de la banda estadounidense de heavy metal Sanctuary, publicado en 2014 por Century Media Records. Es la primera y única producción con el guitarrista Brad Hull, que ingresó en 2011 reemplazando a Jeff Loomis y además, es el último disco de estudio con material original con los músicos Jim Sheppard y Warrel Dane.
Es el primer disco de estudio de la banda desde Into the Mirror Black de 1990, por ende su lanzamiento generó varias expectativas. Luego de ser publicado, logró positivas críticas por parte de la prensa especializada e incluso ingresó en la lista Billboard 200 en el puesto 125, siendo el primer trabajo de Sanctuary en lograr una posición en el principal conteo estadounidense.

## Lista de canciones
Todas las canciones escritas por Warrel Dane y Lenny Rutledge, a menos que se indique lo contrario.

| N.º | Título                                     | Escritor(es) | Duración |  |
| 1.  | «Arise and Purify»                         |              | 4:13     |  |
| 2.  | «Let the Serpent Follow Me»                |              | 4:46     |  |
| 3.  | «Exitium (Anthem of the Living)»           |              | 4:53     |  |
| 4.  | «Question Existence Fading»                |              | 4:20     |  |
| 5.  | «I Am Low»                                 |              | 5:15     |  |
| 6.  | «Frozen»                                   |              | 5:46     |  |
| 7.  | «One Final Day (Sworn to Believe)»         |              | 3:30     |  |
| 8.  | «The World is Wired»                       |              | 5:08     |  |
| 9.  | «The Dying Age»                            |              | 4:52     |  |
| 10. | «Ad Vitam Aeternam» (canción instrumental) | Rutledge     | 1:30     |  |
| 11. | «The Year the Sun Died»                    |              | 5:33     |  |

| Pista adicional en la edición Mediabook |                                            |              |          |  |
| N.º                                     | Título                                     | Escritor(es) | Duración |  |
| 12.                                     | «Waiting for the Sun» (cover de The Doors) | Jim Morrison | 3:48     |  |

## Posicionamiento en las listas musicales
| País           | Lista                  | Posición |
| -------------- | ---------------------- | -------- |
| Estados Unidos | Top Heatseekers        | 2        |
| Estados Unidos | Top Hard Rock Albums   | 11       |
| Estados Unidos | Top Independent Albums | 26       |
| Alemania       | Media Control Charts   | 39       |
| Estados Unidos | Top Rock Albums        | 40       |
| Suiza          | Swiss Music Charts     | 69       |
| Austria        | Ö3 Austria Top 40      | 75       |
| Países Bajos   | MegaCharts             | 83       |
| Estados Unidos | Billboard 200          | 125      |
| Bélgica        | Ultratop (Flandes)     | 143      |
| Bélgica        | Ultratop (Valonia)     | 183      |